# ОШ „Живојин Перић” Обреновац
Основна школа „Живојин Перић” налази се у селу Стублине, на 10 километара од Обреновца и 40 километара од Београда. Назив носи по српском правнику, политичару и дописном члану САНУ, Живојину Перићу.

## Историјат
Школа је основана 1871. године. Школску зграду су тада чиниле две учионице и два ходника. Како се број деце увећавао, у село су пристизали и нови учитељи. За потребе њиховог становања, 1892. године сазидани су учитељски станови. Звање и положај управитеља школе у Србији је установљено 1901. године. Тако је и школа у Стублинама добила свог првог управитеља.
Јак земљотрес, у марту 1922, прилично је оштетио школску зграду. Зидање нове зграде, припреме и само извођење радова, трајало је од 1926. до 1930. године. Нова школа, са три учионице, канцеларијом, ходником и просторијом за послугу, завршена је у марту 1930.
После Другог светског рата, школа добија назив „Братство–јединство“, а 1971, на стогодишњицу постојања, установа се проширује новим, модерним објектом и фискултурном салом. Тај изглед школа има и данас. Од 2002. године школа носи име Живојина Перића.

## О школи
Данас, у укупно 28 одељења, наставу похађа 541 ученик. Поред матичне школе у Стублинама, школа има и три издвојена одељења у околним селима: Трстеници, Пироману и Великом Пољу. У матичној школи, настава се изводи од 1. до 8. разреда, а у подручним одељењима од 1. до 4. разреда. Због удаљености школе од места становања, за ученике је организован свакодневни превоз ђачким аутобусима. Наставни и ваннаставни рад са децом обавља 15 учитеља и 35 наставника предметне наставе. Настава у матичној школи се одвија у 23 учионице. Настава се одвија у првој смени.
Од школске 2010/2011. године, школа је опремљена једним информатичким кабинетом, а школа је добила на коришћење и три лаптопа и три пројектора. У школи ради библиотека са читаоницом, у чијем фонду се налази око 7.000 књига. Површину школског дворишта од 87 ари чини неколико травнатих и два спортска терена са трибинама, док укупна површина зграде износи 3.887 метара квадратних.
Од страних језика, уче се енглески и руски.